# Havaragi, Hungund
Havaragi là một làng thuộc tehsil Hungund, huyện Bagalkot, bang Karnataka, Ấn Độ.